# 哈同
哈同（Silas Aaron Hardoon，1851年6月—1931年6月19日），19世纪末、20世纪初上海的一位猶太裔房地产大亨。

## 生平
1851年6月哈同出生于奧斯曼帝國土耳其管辖下的巴格达城一个贫穷的犹太人家庭，原名סאלח חרדון（Sileh Hardoon）  。1856年随父母迁居印度孟买，并加入英国籍。他在那里就读于大卫·沙逊资助的慈善学校。1872年只身东来香港，第二年转到上海，在沙逊洋行供职，担任收租员和守门人。1886年与一名中法混血，笃信佛教的烟花女子罗迦陵结婚。

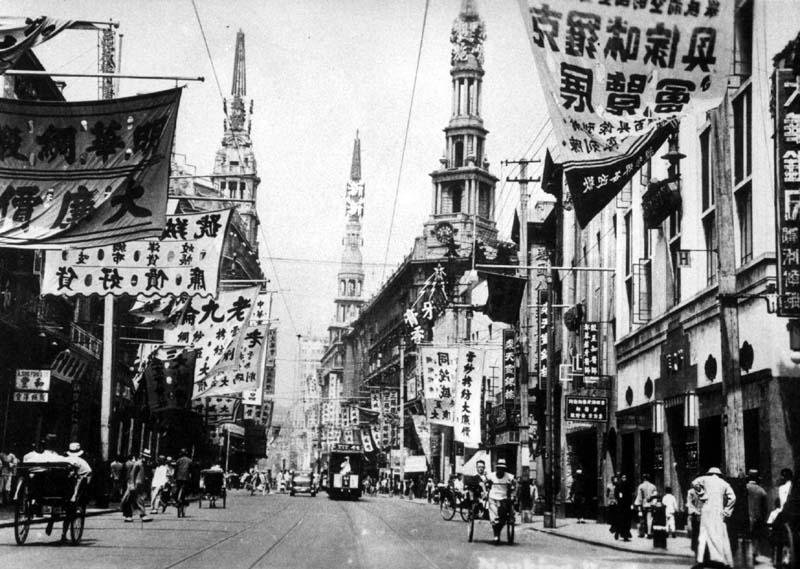
1930年代南京路

哈同在房地产领域很快展现其经营天才，1887年担任上海法租界公董局董事，1898年又改任上海公共租界工部局董事。1901年脱离沙逊洋行独立创办哈同洋行，专营房地产业。
哈同在开发经营「上海的第五大道」——南京路时获得巨大成功（他占有南京路地产的44％），他出资60万两白银用铁黎木铺设了部分南京路，此举不仅提高了其在上海的知名度，更使其在南京路的房地产大为增值，成为上海最富有的富翁之一。
1904年开始在静安寺路购地300亩，花费70万两银元兴建上海最大的私人花园爱俪园（哈同花园），是典型的中国式园林。哈同热衷于中国古典文化，还在园内创办了仓圣明智大学。
哈同与其妻罗迦陵（Liza Roos，1864–1941）在杭州西湖的孤山平湖秋月附近通过养子罗友良名义购入了大片土地，於1919年建成了园林建筑，称为“罗苑”。1927年国民革命军占据罗苑为第二十六军政治部留守处。1928年国立艺术院成立，以1银元租赁罗苑作為校址。现为平湖秋月景点的一部分。
哈同夫妇没有亲生子女，由哈同领养了11名外国孤儿为养子女，罗迦陵领养了9名中国孤儿为内侄子女。1931年6月19日，哈同在爱俪园病故，留下高达一亿七千二百万元或$150,000,000的巨额遗产，仅罗迦陵缴纳的遗产税就达1800万元。1941年罗迦陵也去世，但因夫妇二人留下的遗嘱有很大出入，引发旷日持久的哈同遗产案。1954年，中共政府征用了爱俪园，建造中苏友好大厦（今上海展览中心）。